# Episodi di Insuperabili X-Men (prima stagione)
La prima stagione di Insuperabili X-Men, composta da 13 episodi, è andata in onda negli Stati Uniti dal 1992 al 1993 su Fox Kids, mentre in Italia è stata trasmessa nel 1994 su Canale 5, assieme alla seconda stagione e ai primi episodi della terza.
L'episodio L'inarrestabile Fenomeno risulta essere il decimo episodio trasmesso ma, nonostante ciò, è ambientato tra il settimo e l'ottavo. Per questo motivo durante le repliche è stato trasmesso come ottavo episodio, posponendone i precedenti due.
| Nº     | Titolo                                      | Titolo originale                 | Prima TV Stati Uniti | Prima TV Italia   |
| ------ | ------------------------------------------- | -------------------------------- | -------------------- | ----------------- |
| 1      | La notte delle sentinelle - Prima parte     | Night of the Sentinels - Part I  | 31 ottobre 1992      | 5 settembre 1994  |
| 2      | La notte delle sentinelle - Seconda parte   | Night of the Sentinels - Part II | 7 novembre 1992      | 7 settembre 1994  |
| 3      | Magneto                                     | Enter Magneto                    | 27 novembre 1992     | 9 settembre 1994  |
| 4      | Incontri pericolosi                         | Deadly Reunions                  | 23 gennaio 1993      | 12 settembre 1994 |
| 5      | Cuori prigionieri                           | Captive Hearts                   | 30 gennaio 1993      | 14 settembre 1994 |
| 6      | Fredda vendetta                             | Cold Vengeance                   | 6 febbraio 1993      | 16 settembre 1994 |
| 7      | L'isola degli schiavi                       | Slave Island                     | 13 febbraio 1993     | 19 settembre 1994 |
| 8 (9)  | La cura                                     | The Cure                         | 20 febbraio 1993     | 23 settembre 1994 |
| 9 (10) | Arriva Apocalisse                           | Come the Apocalypse              | 27 febbraio 1993     | 26 settembre 1994 |
| 10 (8) | L'inarrestabile Fenomeno                    | The Unstoppable Juggernaut       | 6 marzo 1993         | 21 settembre 1994 |
| 11     | Giorni di un futuro passato - Prima parte   | Days of Future Past - Part 1     | 13 marzo 1993        | 28 settembre 1994 |
| 12     | Giorni di un futuro passato - Seconda parte | Days of Future Past - Part II    | 20 marzo 1993        | 30 settembre 1994 |
| 13     | La decisione finale                         | The Final Decision               | 27 marzo 1993        | 3 ottobre 1994    |

## La notte delle sentinelle - Prima parte
- Titolo originale: Night of the Sentinels - Part I
- Prima TV Stati Uniti: 31 ottobre 1992
- Prima TV Italia: 5 settembre 1994

I normali esseri umani sono costretti a convivere con i mutanti, ovvero uomini dotati di poteri paranormali. Jubilation Lee, soprannominata Jubilee, è una giovane ragazza che si rende conto di essere una mutante, avendo il potere di far esplodere gli oggetti con cui entra in contatto. La ragazza viene improvvisamente attaccata da un gruppo di enormi robot, le Sentinelle, che tentano di rapirla. Viene tuttavia salvata da altri mutanti, chiamati X-Men, che convivono in una scuola per persone come loro. La squadra è composta da Ciclope, Tempesta, Wolverine, Bestia, Morph, Gambit, Rogue e Jean Grey, mentre il loro mentore è Xavier, noto come Professor X. Xavier indaga sui robot, scoprendo che la cosiddetta Agenzia per il controllo dei mutanti è in possesso di alcune informazioni riservate sui mutanti, perciò manda i suoi allievi sul posto per distruggere tali informazioni. Nel frattempo Jubilee viene rapita da coloro che comandano le Sentinelle.
Basato su: The Uncanny X-Men serie 1 n.  1 244 (in Italia Speciale X-Men n. 5)

## La notte delle sentinelle - Seconda parte
- Titolo originale: Night of the Sentinels - Part II
- Prima TV Stati Uniti: 7 novembre 1992
- Prima TV Italia: 7 settembre 1994

Mentre Jubilee viene interrogata da un certo Gyrich, gli X-Men riescono nel loro intento di distruggere le informazioni, ma vengono attaccati da alcune sentinelle, e così Bestia viene catturato e in seguito imprigionato, mentre Morph viene colpito da una sentinelle, e Xavier e Jean, grazie ai loro poteri telepatici, concludono che sia morto. Di ritorno dalla sfortunata missione, sono tutti costernati per l'accaduto, tanto che Wolverine finisce per infuriarsi con Ciclope, essendo quest'ultimo il comandante della missione. Gyrich tenta di risolvere la situazione mettendosi in contatto telefonico coi genitori adottivi di Jubilee che però scoprono la verità sull'accaduto parlando con Ciclope. Intanto la ragazza riesce a liberarsi utilizzando i suoi poteri e facendosi aiutare dagli X-Men. In seguito all'accaduto, Jubilee decide di lasciare casa sua per trasferirsi alla scuola per mutanti di Xavier.
Nota: la morte di Morph può essere vista come una reinterpretazione della morte di John Proudstar, alias Thunderbird, avvenuta su X-Men serie 1 n. 95 (Capitan America serie 1 n. 117)

## Magneto
- Titolo originale: Enter Magneto
- Prima TV Stati Uniti: 27 novembre 1992
- Prima TV Italia: 9 settembre 1994

In passato il Professor X lavorava in un ospedale assieme al suo assistente Magnus, un mutante in grado di attirare a sé i metalli. Dopo aver subito un attacco da parte di un esercito di avversari in tempi di guerra, Magnus, avendo perso la propria famiglia proprio durante la suddetta guerra, perde le staffe. Successivamente è diventato un criminale, facendosi chiamare Magneto, e ha cominciato a impegnarsi per creare un mondo dominato dai mutanti governato da lui. Magneto tenta di liberare Bestia dalla sua prigionia, ma lui non vuole seguirlo in quanto ritiene che, tramite un processo, oltre ad ottenere la libertà possa far capire al mondo che i mutanti sono da considerarsi come tutti gli altri. Al processo (a cui assistono anche Ciclope e Wolverine) Bestia non ha però successo. In tribunale si presenta poi un enorme mutante violento di nome Sabretooth, che Wolverine conosce e odia per motivi legati al passato. Il mutante viene portato alla base degli X-Men, dove il Professor X tenta di curarlo. Più tardi gli X-Men sventano un attentato di Magneto a una base missilistica, ma il loro nemico è pronto ad attaccare di nuovo.

## Incontri pericolosi
- Titolo originale: Deadly Reunions
- Prima TV Stati Uniti: 23 gennaio 1993
- Prima TV Italia: 12 settembre 1994

Magneto attacca una fabbrica di prodotti chimici con l'intento di attirare l'attenzione di Xavier. Quest'ultimo passa al contrattacco, lasciando Jubilee alla base in modo che si occupi di Sabretooth, che per sicurezza viene tenuto ammanettato. Mentre gli X-Men riescono temporaneamente a vincere su Magneto, Sabretooth riesce a farsi liberare da Jubilee ingannandola. Si scopre allora che il mutante era in realtà stato mandato da Magneto, e successivamente il suddetto scappa.

## Cuori prigionieri
- Titolo originale: Captive Hearts
- Prima TV Stati Uniti: 30 gennaio 1993
- Prima TV Italia: 14 settembre 1994

Ciclope e Jean escono per passare una serata romantica insieme, ma vengono rapiti dai Morlock, dei mutanti costretti a vivere nel sottosuolo in quanto visibilmente diversi dai normali esseri umani, e perciò facilmente discriminabili. Callisto, la comandante dei Morlock, li ha fatti catturare in quanto vuole fare di Ciclope il suo compagno, così da poter avere un erede. Gli X-Men giungono per salvarli, e Tempesta si ritrova a dover sfidare a duello Callisto, vincendo. Dopo lo scontro, Tempesta, proclamata nuovo capo dei Morlock, offre inizialmente ai suddetti mutanti di venire a vivere insieme agli X-Men ma, rendendosi conto che per loro sarebbe impossibile convivere con la gente normale, promette di tornare da loro quanto le persone avranno capito di poter vivere pacificamente assieme ai mutanti. Successivamente però Wolverine se ne va dalla base degli X-Men, infuriato. Infatti anche lui è innamorato di Jean, pur sapendo che il suo amore non è corrisposto.
Basato su: The Uncanny X-Men serie 1 nn. 169 e 170 (Gli incredibili X-Men nn. 3 e 4)

## Fredda vendetta
- Titolo originale: Cold Vengeance
- Prima TV Stati Uniti: 6 febbraio 1993
- Prima TV Italia: 16 settembre 1994

Wolverine se ne va tra i ghiacci del Mar Glaciale Artico, dove però incontra Sabretooth, che lo fa finire in acqua. Viene salvato da un gruppo di inuit col quale inizia a convivere, ottenendo un grosso successo viste le sue abilità lavorative. Questo farà ingelosire Kiywok, un inuit che in precedenza veniva elogiato al posto di Wolverine e che ora viene invece deriso. Kiywok incontra Sabretooth, che si offre di aiutarlo a sbarazzarsi del suo avversario, dicendogli di allontanare temporaneamente Wolverine dal villaggio degli inuit. Mentre i due sono via, Sabretooth incendia le loro case e li rapisce, facendo infuriare Wolverine e facendo sì che Kiywok si penta della sua azione. Sabretooth ha inoltre legato delle bombe vicino agli inuit, facendo cominciare il conto alla rovescia perché esplodano, ma Wolverine riuscirà a sconfiggere il nemico e a liberare gli inuit (facendosi aiutare da Kiywok) in tempo. Nel frattempo Tempesta, Gambit e Jubilee vanno nell'isola di Genosha, dove si dice che i mutanti non subiscano alcun tipo di discriminazione, per controllare se le voci riguardo al luogo siano vere o no. Dopo aver passato là una giornata, però, i tre mutanti vengono attaccati da alcuni soldati, per poi venire catturati da una sentinella.

## L'isola degli schiavi
- Titolo originale: Slave Island
- Prima TV Stati Uniti: 13 febbraio 1993
- Prima TV Italia: 19 settembre 1994

A Genosha i mutanti, che sono stati rapiti da Trask, un complice di Gyrich, vengono mandati ai lavori forzati e viene dato loro un collare che, a comando, può annullare i loro poteri. Gambit riesce a fuggire e incontra Cable, un mercenario nemico di uno dei complici del rapimento di mutanti, noto come Leader. Gambit riesce a liberare Tempesta, Jubilee e gli altri prigionieri, e successivamente Tempesta fa crollare una diga che provoca la distruzione di tutte le sentinelle vicine. Gli X-Men tornano alla scuola per mutanti assieme ai loro compagni, che erano venuti ad aiutarli, trovando però l'edificio distrutto.
Basato su: The Uncanny X-Men serie 1 nn. 235, 236, 237 e 238 (Gli incredibili X-Men nn. 34 e 35)
Nota: durante la prima trasmissione questo episodio aveva un finale diverso, nel quale gli X-Men tornavano normalmente alla scuola per mutanti senza trovarla distrutta.

## La cura
- Titolo originale: The Cure
- Prima TV Stati Uniti: 27 febbraio 1993
- Prima TV Italia: 23 settembre 1994

Cable giunge alla villa di Warren Worthington III, un ricco mutante dotato di un paio di ali da angelo, sapendo che lì dovrebbe trovarsi un tale dottor Gottfried Adler, scoprendo però che in realtà il suddetto è andato nell'isola di Muir, in Scozia. È proprio in quell'isola che si trova Xavier, avendo scoperto che Adler, a quanto pare, sarebbe riuscito a trovare una "cura" per far trasformare i mutanti in comuni esseri umani. Xavier avverte gli X-Men di ciò e Rogue, senza dire niente a nessuno, decide di andare da Adler per sottoporsi a tale cura: lei ha infatti il potere di risucchiare l'energia a chiunque tocchi, cosa che ha fatto sì che non avesse mai potuto avere una relazione amorosa con qualcuno. L'intera storia della cura tuttavia è falsa: il dottor Adler è in realtà stato ucciso dal mutante Apocalisse e successivamente le sue sembianze sono state prese da Mystica, una mutante sua servitrice in grado di assumere le sembianze di altre persone. Il processo alla quale Mystica vuole sottoporre i mutanti li trasforma in realtà in schiavi di Apocalisse, e non in normali uomini. Rogue, dopo essere arrivata all'isola di Muir ed essere raggiunta dai suoi compagni, decide tuttavia di non sottoporsi alla cura.

## Arriva Apocalisse
- Titolo originale: Come the Apocalypse
- Prima TV Stati Uniti: 6 marzo 1993
- Prima TV Italia: 26 settembre 1994

Warren Worthington III decide di sottoporsi alla cura per perdere i propri poteri, divenendo uno schiavo di Apocalisse, cambiando nome in Arcangelo. L'obiettivo di Apocalisse è quello di distruggere il mondo così da farlo rinascere, e per fare ciò, utilizzando la "cura", crea quattro mutanti, i Cavalieri di Apocalisse, ovvero Carestia, Pestilenza, Guerra e Morte (quest'ultimo altri non è che Arcangelo). Durante una conferenza sulla pace Apocalisse si presenta al mondo e i Cavalieri comincino il loro attacco, finendo per scontrarsi con gli X-Men. Durante la battaglia Rogue riesce a toccare Arcangelo, prendendo la sua energia e facendolo tornare in sé. Il suddetto si allea quindi con gli X-Men e, visto l'accaduto, Apocalisse decide di interrompere l'attacco e va via con un'astronave assieme ai rimanenti tre cavalieri.
Basato su: X-Factor serie 1 nn. 10, 12, 15, 19 e 24 (X-Marvel nn. 12, 14, 18, 24 e 31)

## L'inarrestabile Fenomeno
- Titolo originale: The Unstoppable Juggernaut
- Prima TV Stati Uniti: 20 febbraio 1993
- Prima TV Italia: 21 settembre 1994

Questo episodio è ambientato tra L'Isola degli schiavi e La cura.
Dopo essersi accertati che il Professor X stia bene, avendo scoperto che è partito per un viaggio, gli X-Men indagano su cosa possa aver distrutto l'edificio. È così che hanno modo di conoscere Colosso, un mutante in grado di trasformare il proprio corpo in metallo, divenendo sostanzialmente indistruttibile. Wolverine tuttavia si accerta del fatto che non sia stato lui il responsabile della distruzione della scuola. Il vero colpevole infatti è Fenomeno, l'enorme e malvagio fratello di Xavier, dotato di una forza sovrumana e di un casco che lo protegge dai poteri telepatici. Il gruppo di mutanti, aiutato da Colosso, riesce a togliergli il casco, così Jean riesce a fargli temporaneamente perdere la memoria, facendolo andare via. Colosso aiuta poi gli X-Men a ricostruire la scuola per mutanti.
Nota: in questo episodio Gambit è misteriosamente assente, nonostante fosse chiaramente presente assieme agli altri X-Men alla fine dell'episodio L'isola degli schiavi, ambientato immediatamente prima di questo.

## Giorni di un futuro passato - Prima parte
- Titolo originale: Days of Future Past - Part 1
- Prima TV Stati Uniti: 13 marzo 1993
- Prima TV Italia: 28 settembre 1994

Nel 2055 la Terra si trova in una situazione post apocalittica, dato che ci sono stati diversi scontri armati, durante i quali sono morti tutti gli X-Men tranne Wolverine. Quest'ultimo vuole tornare negli anni '90 tramite un trasmettitore temporale per poter impedire che avvenga un non meglio precisato assassinio, che sarebbe stato ciò che ha portato il mondo ad essere così. Essendo però piuttosto anziano, il mutante Alfiere decide di andarci al posto suo. Al momento del trasporto viene però colpito dal robot Nimrod, finendo così per perdere parzialmente la memoria. Essa gli ritorna pian piano, ma non riesce tuttavia a ricordare né chi fosse l'assassinato, né l'assassino, se non che quest'ultimo fosse un X-Men. Arrivato da loro inizialmente li attacca, ma viene fermato. A quel punto il Professor X, tramite i suoi poteri telepatici, riesce a capire il motivo per cui si trova lì. Appena Gambit, che si trovava altrove, torna alla base degli X-Men, Alfiere lo riconosce come l'assassino.
Basato su: The X-Men serie 1 n. 141 (L'Uomo Ragno serie 3 nn. 22 e 23), sostituendo Kitty Pryde con Alfiere

## Giorni di un futuro passato - Seconda parte
- Titolo originale: Days of Future Past - Part II
- Prima TV Stati Uniti: 20 marzo 1993
- Prima TV Italia: 30 settembre 1994

Alfiere spiega che a seguito dell'assassinio, avvenuto a Washington, i mutanti verranno presi di mira e messi sotto controllo, producendo delle sentinelle. Questo darà il via a un degrado totale che porterà a scontri armati e reclusioni in campi di concentramento, fino a quando le sentinelle cominceranno ad attaccare anche i comuni esseri umani. Gli X-Men vanno a Washington, dato che il Professor X deve partecipare a una commissione del senato riguardo ai mutanti e, onde evitare guai, Gambit e Alfiere rimangono alla base, assieme a Wolverine. L'edificio della commissione viene però attaccato dai mutanti Pyro, Valanga e Blob, mentre Mystica, loro compare, prende le sembianze di Gambit con l'intenzione di uccidere il senatore Robert Kelly, candidato alle elezioni per diventare presidente degli Stati Uniti, ma il vero Gambit, scappato dalla base, arriva e la ferma. Dopo che Alfiere viene rimandato al suo tempo da Rogue, quest'ultima finisce per aiutare Mystica a scappare, in quanto la suddetta le rivela di essere stata la sua madre adottiva. Più tardi Kelly viene rapito, mentre Alfiere, al suo tempo, si rende conto che, nonostante il suo intervento nel passato, non è cambiato nulla rispetto a prima.
Basato su: The Uncanny X-Men serie 1 n. 142 (L'Uomo Ragno serie 3 nn. 23 e 24), sostituendo Kitty Pryde con Alfiere

## La decisione finale
- Titolo originale: The Final Decision
- Prima TV Stati Uniti: 27 marzo 1993
- Prima TV Italia: 3 ottobre 1994

Kelly è stato rapito da Magneto, che vuole ucciderlo proprio per dar via alla famigerata insurrezione che, a parer suo, avrebbe potuto dare inizio a un mondo dominato dai mutanti, tuttavia le sentinelle lo attaccano e salvano il senatore. Questo viene portato da Trask, che gli fa promettere di firmare un decreto che consenta alle sentinelle di controllare i mutanti, ma i robot cominciano a ribellarsi contro di lui e a smettere di eseguire i suoi ordini. L'obiettivo delle sentinelle è quello di sostituire i cervelli biologici dei politici più importanti (tra cui Kelly), con cervelli tecnologici. Gli X-Men riescono a scoprire dove si trovano le sentinelle e partono per distruggerle e salvare Kelly. Riescono a recuperare il senatore, ma devono subire l'attacco di Master Mold, la più grande e importante delle sentinelle. Xavier, con l'aiuto di Magneto, riesce a farlo saltare in aria, salvando così la situazione. Kelly, acclamato dal popolo, comincia a diffondere l'idea che i mutanti siano da considerare al pari degli altri uomini, e di conseguenza Bestia viene scarcerato. Successivamente Ciclope chiede a Jean di sposarlo, ma un certo Sinistro sta tramando alle loro spalle.
Basato su: The X-Men serie 1 nn. 14, 15 e 16 (Capitan America serie 1 nn. 16, 17 e 18)